# Lingua tswana
La lingua tswana (nome nativo Setswana) è una lingua sotho-tswana parlata in Sudafrica, Botswana, Zimbabwe e Namibia.

## Distribuzione geografica
La lingua tswana viene parlata prevalentemente dagli appartenenti all'omonima etnia in Botswana e in Sudafrica, anche se si trovano piccoli gruppi di parlanti anche nella Namibia nordorientale e nello Zimbabwe.
Secondo i dati del censimento sudafricano del 2011, i locutori L1 sono 4.067.248, pari all'8% della popolazione, stanziati principalmente nelle province del Nordovest, dove è parlato dal 63,4% degli abitanti, e del Gauteng.
Secondo Ethnologue, la lingua è inoltre parlata da 1.070.000 persone in Botswana (dato del 1993), 29.400 persone in Zimbabwe (dato del 1969) e 12.300 in Namibia (dato del 2006). La stima complessiva dei locutori è di circa 5 milioni.

### Lingua ufficiale
Lo tswana è una delle undici lingue ufficiali del Sudafrica e ha lo status di lingua nazionale in Botswana. È lingua ufficiale anche in Zimbabwe.

### Dialetti e lingue derivate
La lingua tswana è divisa in numerosi dialetti (tlahaping, rolong, kwena, kgatla, ngwatu, tawana, lete, ngwaketse, tlokwa, sehurutshe);il kgalagadi e il lozi (parlati rispettivamente in Botswana e Zambia), da alcuni considerati dialetti dello tswana, vengono considerati da altre fonti lingue a sé stanti. Una considerazione simile può essere fatta per lo tswapong, una lingua parlata in Botswana considerata intermedia fra il tswana e il sesotho.

## Classificazione
Lo tswana appartiene al vasto gruppo delle lingue bantu, e nello specifico alla zona "S" della classificazione di Guthrie. Analogamente al sotho del sud e al sotho del nord, fa parte del sottogruppo sotho delle lingue bantu; queste lingue vengono considerate distinte, anche se vi si riconosce un elevato grado di mutua comprensibilità.
Secondo Ethnologue, la classificazione della lingua tswana è la seguente:
- Lingue niger-kordofaniane
  - Lingue congo-atlantiche
    - Lingue volta-congo
      - Lingue benue-congo
        - Lingue bantoidi
          - Lingue bantoidi meridionali
            - Lingue bantu
              - Lingue bantu centrali
                - Lingue bantu S
                  - Lingue sotho-tswana
                    - Lingua tswana

## Fonologia

### Vocali
Nella lingua tswana standard sono presenti 7 suoni vocalici, come evidenziato nella tabella sottostante.
|              | Anteriore | Posteriore |
| Chiusa       | i /i/     | u /u/      |
| Quasi chiusa | e /ɪ/     | o /ʊ/      |
| Semiaperta   | ê /ɛ/     | ô /ɔ/      |
| Aperta       | [a] /a/   | [a] /a/    |

In alcune forme dialettali sono inoltre presenti altri due suoni vocalici, la anteriore semichiusa non arrotondata [e] e la posteriore semichiusa arrotondata [o].

### Consonanti
Nella lingua tswana standard sono presenti 28 suoni consonantici, come evidenziato nella tabella sottostante.
|               |               | Bilabiale   | Alveolare   | Alveolare | Postalveolare  | Palatale | Velare  | Uvulare | Glottidale |
| Centrale      | Laterale      | Bilabiale   |             |           | Postalveolare  | Palatale | Velare  | Uvulare | Glottidale |
| ------------- | ------------- | ----------- | ----------- | --------- | -------------- | -------- | ------- | ------- | ---------- |
| Nasale        | Nasale        | m /m/       | n /n/       |           |                | ny /ɲ/   | ng /ŋ/  |         |            |
| Occlusiva     | Tenue         | p b /p/ /b/ | t d /t/ /d/ |           |                |          | k /k/   |         |            |
| Occlusiva     | Aspirata      | ph /pʰ/     | th /tʰ/     |           |                |          | kh /kʰ/ | kg /qʰ/ |            |
| Affricata     | Tenue         |             | ts /ts/     | tl /tɬ/   | tš j /tʃ/ /dʒ/ |          |         |         |            |
| Affricata     | Aspirata      |             | tsh /tsʰ/   | tlh /tɬʰ/ | tšh /tʃʰ/      |          |         |         |            |
| Fricativa     | Fricativa     | f /f/       | s /s/       |           | š /ʃ/          |          |         | g /χ/   | h /h/      |
| Vibrante      | Vibrante      |             | r /r/       |           |                |          |         |         |            |
| Approssimante | Approssimante | w /w/       |             | l /l/     |                | y /j/    |         |         |            |

La consonante /d/ è un allofono della /l/, quando quest'ultima è seguita dalla vocale /i/ o dalla vocale /u/.
Nel tswana sono presenti inoltre tre consonanti clic, acquisite dalle lingue nguni (come lo zulu e il xhosa): il clic dentale (/ǀ/, reso come c), il clic laterale (/ǁ/, reso come x) e il clic postalveolare (/ǃ/, reso come q). I clic nel tswana sono però usati solo in alcune interiezioni, e il loro uso è in via di scomparsa.
Oltre alle 28 consonanti standard e ai 3 clic, in tswana vengono usate anche le consonanti z e v, presenti tuttavia solo in alcune parole prese da altre lingue.

### Accento
L'accento in tswana è fisso, e cade sempre sulla penultima sillaba della parola; alcune parole composte possono presentare tuttavia un'accentazione secondaria nella prima parte della parola. La sillaba dove cade l'accento viene pronunciata più lunga.

### Tono
Il tswana è una lingua tonale, vale a dire che esistono parole omofone (pronunciate nello stesso modo) che si possono distinguere solo grazie al tono (variazione dell'altezza del suono di una sillaba.
In tswana esistono due toni, alto e basso, che però non vengono marcati nell'ortografia corrente. Alcuni esempi di parole omofone che si distinguono solo per il tono sono:
go bua /χʊ búa/ "parlare"
go bua /χʊ bua/ "spellare un animale"
o bua Setswana /ʊ́búa setswána/ "lui parla la lingua tswana"
o bua Setswana /ʊbúa setswána/ "tu parli la lingua tswana".

## Sistema di scrittura
Per la scrittura si usa l'alfabeto latino.

## Esempi
- Dumela - Salve
- O tsogile jang? - Stai bene? (formale)
- Le kae? - Come stai?  (informale)
- Re teng, rra/mma - Stiamo bene, signore/signora
- Ke a leboga - Grazie
- Ke bidiwa... - Mi chiamo ...
- Ke tshwerwe ke tlala - Ho fame
- A re tsamaye - Andiamo
- Ke nako mang? - Che ore sono?
- Ke kopa thuso tswee - Vorrei aiuto, per favore
- A nka go thusa? - Ti posso aiutare?
- A o ya ko...? - Vai a ...?
- ... ke eng ka Setswana? - Come si chiama ... in tswana?
- Ga ke batle ... - Non voglio ...
- Robala sentle - Buona notte
- Tsamaya sentle - "Buon partire" (arrivederci, rivolto a chi parte da chi resta)
- Sala sentle - "Buon rimanere" (arrivederci, rivolto a chi resta da chi parte)